# Los Colorados
Los Colorados (z hisz.: Stonki ziemniaczane) – ukraiński zespół muzyczny założony w 2006 roku w Tarnopolu.

## Historia
Pierwszy publiczny występ zespołu miał miejsce 24 kwietnia 2006 roku i tę datę przyjmuje się za dzień jego powstania. Grupę założyli pracujący razem w biurze w Tarnopolu Rusłan Prystupa (główny wokalista), Rostysław Fuk (ps. Rosłyk; gitara, wokal) i Serhij Masyk (bas, wokal). Pierwszym utworem była piosenka „Pomidory”. Członkowie grupy zdali sobie sprawę z konieczności posiadania perkusisty w zespole (ˌˌnie sposób grać rocka bez perkusjiˈˈ) i dlatego dołączył do nich Ołeksandr Draczuk, a następnie kolejny gitarzysta Witalij Szostak.
W 2008 roku z powodu rosnącej popularności Los Colorados został zaproszony do programu lokalnej telewizji w Tarnopolu, gdzie zaskoczył fanów nowymi, akustycznymi wersjami swoich przebojów. Wtedy premierę miał cover Hot n Cold Katy Perry. Dzięki publikacji nagrania tej piosenki w serwisie youtube.com zespół zyskał popularność na całym świecie.
W 2012 zespół wydał pierwszy album Move It!.

## Muzycy[2]
- Rusłan Prystupa – wokal
- Rostysław Fuk – gitara
- Serhij Masyk – gitara basowa
- Ołeksandr Draczuk – perkusja

## Dyskografia

### Albumy studyjne
- 2012: Move It![3]

### Single
- 2012: „I Like To Move It”[4]

### Inne utwory
- Pomidory (ukr. Помідори)
- Hariaczyj i chołodnyj (ukr. Гарячий і холодний) – cover Hot n Cold Katy Perry
- Bajan, bajan (ukr. Баян, баян) – cover Gitar Piotra Nalicza
- Kochana (ukr. Кохана)
- Korowa zdochła (ukr. Корова здохла)
- Paskuda (ukr. Паскуда)
- Nenawydżu pianino (ukr. Ненавиджу піаніно)
- Tiotia Luba (ukr. Тьотя Люба)
- Rilla w iluminatori (ukr. Рілля в ілюмінаторі)
- Rower Ukrajina (ukr. Ровер Україна)
- Czorna lubow (ukr. Чорна любов)
- Figurka (ukr. Фіґурка)
- Ranetky (ukr. Ранетки)
- Czempiony lubwi (ukr. Чемпіони любві)
- Piwlitry (ukr. Півлітри)
- Nu pahadi (ukr. Ну пагаді)
- Twoja mama jak skażenyj ołeń (ukr. Твоя мама як скажений олень)
- Wy zapytały mene (ukr. Ви запитали мене) – cover Du hast Rammstein
- Sveder boys